# Vanessa viridis
Vanessa viridis är en fjärilsart som beskrevs av Evans 1924. Vanessa viridis ingår i släktet Vanessa och familjen praktfjärilar. Inga underarter finns listade i Catalogue of Life.